# Íñigo (nombre)
Íñigo es un nombre de pila ambiguo de origen español, que deriva del latín Enneco, aunque su uso es anterior a los romanos. Su origen es discutido. Según una teoría, podría tratarse de un nombre vasco, pero tuvo una difusión tan extendida y tan continua por toda la Península que Gabriel María Verd cuestiona esta hipótesis y apunta más bien a un origen ibérico o celta.
La etimología de su equivalente en euskera, Eneko, significaría miíto. Sus componentes serían ene 'mío' y el sufijo hipocorístico -ko.
Según el INE, a fecha 01/01/2021 en España llevan el nombre de Iñigo: 21.633 personas, es usado en todo España, principalmente en las provincias de Guipúzcoa (1,252%),  Vizcaya (1,008%), Navarra (0,998%) y Álava (0,922%).
Debido al cambio de nombre que adoptó Ignacio de Loyola, cuyo nombre de nacimiento era Íñigo, se suele confundir Íñigo con una variante de Ignacio. 

## Variantes
- Énego (gallego/portugués)
- Eneko (euskera)
- Inigo (inglés)

## Santoral
- 1 de junio: San Íñigo